# Jonigarahalli, Koratagere
Jonigarahalli là một làng thuộc tehsil Koratagere, huyện Tumkur, bang Karnataka, Ấn Độ.